# Mychonia bityla
Mychonia bityla är en fjärilsart som beskrevs av Druce 1892. Mychonia bityla ingår i släktet Mychonia och familjen mätare. Inga underarter finns listade i Catalogue of Life.